# Kereskedelmi Világszervezet
A Kereskedelmi Világszervezet (angolul World Trade Organization, franciául Organisation mondiale du commerce, spanyolul Organización Mundial del Comercio, röviden WTO) egy multilaterális kereskedelmi szervezet, melynek célja a nemzetközi kereskedelem liberalizációja az úgynevezett tarifális kereskedelmi akadályok (vámok, exportszubvenciók) és a nem tarifális kereskedelmi akadályok (beviteli engedélyek) fokozatos leépítése illetve megszüntetése révén. A WTO 1995. január 1-jén jött létre az 1947-ben megkötött Általános Vám- és Kereskedelmi Egyezmény (GATT) utódaként. Céljai a GATT-éhoz hasonlóak, de állandó szervezet. A létrehozásáról szóló nemzetközi szerződést 1994. április 16-án, a marokkói Marrakeshben írták alá.

## Tagjai
Jelenleg 164 ország a tagja, utoljára 2016. július 29-én Afganisztán lépett be a szervezetbe. Tagja még az Európai Unió is, 1995. január 1. óta szerepel a listán. (A 27 tagállam képviselője az Európai Bizottság kereskedelmi biztosa.)
A WTO főigazgatója 2021. március 1-jétől a nigériai Ngozi Okonjo-Iweala.
A tagok kétharmadát a fejlődő országok teszik ki, amelyek az eddigi tapasztalat alapján csoportokba tömörülnek az értekezleteken. Az egyik legjelentősebb tömörülés a mexikói Cancún városában tartott WTO-értekezleten alakult ki, ez a G20 elnevezést kapta. A „húszak csoportja” többek között az agrárszubvenciók leépítését tűzte ki célul.
Magyarország az előd GATT tevékenységében 1966-tól megfigyelői státuszban vett részt. Az 1968-ban bevezetett új gazdasági mechanizmus következtében hazánkban nagyobb prioritást kapott a külkereskedelem, a külgazdasági kapcsolatok szélesítése, s mindez szükségessé tette a GATT-hoz való csatlakozásunkat. Az 1969-ben benyújtott csatlakozási kérelmünket – az új mechanizmus következtében érvényesülő aktív vámpolitika és vámrendszer elismeréseként – egyre több GATT-ország írta alá, így Magyarország 1973 szeptemberében a GATT 82. szerződő felévé vált. 

## Céljai

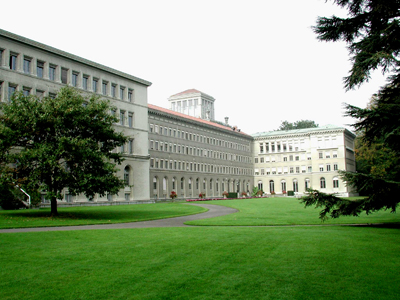
A WTO központja Genfben

A WTO céljai között szerepel az életszínvonal emelése, a teljes foglalkoztatás elérése, a jövedelmek és a kereslet folyamatos növelése, továbbá a termelés és a külkereskedelem bővítése oly módon, hogy a világ erőforrásainak felhasználása optimális legyen. Ezen célok elérése érdekében a Kereskedelmi Világszervezet a vámok és egyéb kereskedelmi akadályok jelentős mértékű leépítésén és a diszkriminatív elbánás felszámolásán munkálkodik. A kereskedelmi liberalizáció közgazdasági megindoklása a szabadkereskedelem sokrétű előnyein alapul.

## Alapelvei
- Kölcsönösség (reciprocitás) elve: a tárgyalások során elért különféle kereskedelmi könnyítések viszonosságon alapulnak. Erre egyrészt azért van szükség, mert a saját nemzeti piac védelmének leépítése – bizonyos közgazdaságtani nézetek felfogásával ellentétben – a politikusok és egyes nemzetek szemszögéből nem feltétlen jelent előnyt. A politikusok sokkal inkább a más országokba való könnyített exportlehetőségekre hajlamosak fókuszálni. Másrészt a kölcsönösség elve alapján a társadalom is inkább hajlamos elfogadni a saját nemzeti piac védelmének feladását.

- Engedmények intézményesítése: a WTO írásos szerződésekben rögzíti a világ országai között elért kereskedelmi könnyítéseket, így ezek számonkérhetővé és ezáltal kötelező érvényűekké válnak. Az intézményesítés egyben azt is megnehezíti, hogy esetleges belpolitikai nyomástól vezéreltetve a politikusok utólag visszavonják egy-egy országnak vagy országcsoportnak tett kereskedelmi engedményeiket és újra elkezdjék védeni nemzeti piacaikat.

Így megoldhatóvá válik a nemzetközi kapcsolatokra oly jellemző fogolydilemma (mindkét résztvevő jobban jár, ha kooperál a másikkal – viszont egyiknek sem áll érdekében megtenni az első lépést, mert az csak akkor hoz neki hasznot, ha a másik utána ugyanígy cselekszik) és a "relativ gains problem" (csak addig éri meg egy országnak kooperálni, amíg senki nem tud nagyobb előnyre szert tenni ebből a kooperációból, mint ő maga). Más szóval a Kereskedelmi Világszervezet tevékenysége nem más, mint különféle külkereskedelmi engedmények meghatározott szabályok szerint történő és szerződésben biztosított cseréje. A tárgyalások során természetesen minden állam a saját nemzeti érdekeit próbálja meg érvényesíteni (például bizonyos kulcsfontosságúnak ítélt gazdasági szektorokat védeni), emiatt hosszú évekig elhúzódnak az egyes tárgyalási fordulók.

## Tárgyalási fordulók (miniszteri konferenciák)
- "Kennedy-forduló" (1964-1967): itt elsősorban dömpingellenes intézkedésekről szóltak a tárgyalások.
- "Tokió-forduló" (1973–1979): a GATT tevékenységét kiterjesztették a nem tarifás kereskedelmi akadályok területére is (ez alatt beviteli korlátozásokat, exportszubvenciókat, negatív diszkriminációt és dömpinget értenek)
- "Uruguay-forduló" (1986–1993), a WTO létrehozatala (1995): itt a nemzetközi kooperációt a kereskedelempolitika egész területére kiterjesztették. Az áruk és szolgáltatások kereskedelmére, valamint a szellemi tulajdon védelmére vonatkozóan alapszabályokat fogadtak el.

Az 1986-ban kezdődő forduló helyszíne Punta del Este.
- "Doha-forduló" (2001–2006): az itt elfogadott Doha-menetrend (Doha Development Agenda) a nemzetközi kereskedelem erősítését, a piacok további megnyitását, valamint a fejlődő országok világkereskedelembe történő erősebb integrációját hivatott elősegíteni.